# Robert Leroux
Robert Leroux, född den 22 augusti 1967 i Casablanca, Marocko, är en fransk fäktare som tog OS-brons i herrarnas lagtävling i värja i samband med de olympiska fäktningstävlingarna 1996 i Atlanta.